# Amuse
Amuse (företagsnamn Amuseio AB) är ett globalt musikbolag som erbjuder distribution av digital musik, artistnära tjänster, finansiering och licensavtal till oberoende artister, som behåller 100 % av sina master-rättigheter. Amuses huvudkontor är baserat i Stockholm, men bolaget opererar framför allt på internationell front. Sedan 2024 drivs bolaget av interim VD Giorgio D'Ambrosio.
Bolaget erbjuder dels en öppen self-service-distributionstjänst som vem som helst kan använda för att släppa musik till streamingtjänster. Den används av hundratusentals DIY- och independentartister. Amuses artistteam i Stockholm, London och New York erbjuder även utökade tjänster till mer än 400 utvalda artister, däribland svenska Håkan Hellström, Y4ska, Niki & The Dove, Yasin och Deki Alem, samt internationella akter som The Walters, Emei, Yot Club, Stela Cole, 80purppp, Djezja och Babyboy AV.
Sett till omsättning räknades Amuse som Sveriges åttonde största musik-techbolag 2024.

## Bakgrund
Amuse grundades 2015 av Diego Farias, Andreas Ahlenius, Christian Wilsson, Guy Parry och Jimmy Brodd. Bolagets distributionsapp (IOS och Android) släpptes i mars 2017. I juni 2017 kom den amerikanska rapparen, sångaren, låtskrivaren, DJ, skivproducenten, röstskådespelaren och filantropen Will.i.am till på företagets lista över medgrundare.
År 2018 samlade Amuse in 15,5 miljoner dollar i serie A-finansieringsrundan under ledning av riskkapitalföretagen Lakestar och Raine Ventures. I april 2019 lanserade företaget Fast Forward – en teknisk tjänst för musikdistribuerande användare, både som smartphoneapplikation och som webbapplikation. I slutet av 2018 laddade Lil Nas X upp sin låt 'Old Town Road' genom Amuse. Enligt dåvarande VD Diego Farias hade han tidigare laddat upp flera spår som inte fått särskilt mycket uppmärksamhet. I början av 2019 kunde företaget dock genom sina algoritmer se att 'Old Town Road' gick väldigt bra, så de erbjöd artisten en deal. Lil Nas X valde senare att teckna ett avtal med Columbia. Under 2019 blev låten 'Old Town Road', featuring Billy Ray Cyrus, en av de mest prisade låtarna i Billboard Hot 100:s 60 år långa historia, då den tillbringade 19 veckor på plats nummer ett och därmed slog alla tidigare rekord.
Sedan 2024 är Giorgio D'Ambrosio interim VD för Amuse, med en bakgrund hos Amuses majoritetsägare Bridford Group.
År 2023 gavs fem av Spotifys 10 mest streamade låtarna Sverige ut via Amuse. . Samma år lanserades Music Insights - en tjänst som gjorde det möjligt för användare att följa och förstå hur deras musik presterar på streamingplattformar och sociala medier. Samma år lanserades den AI-drivna masteringtjänsten "Master Your Music" i tätt samarbete mellan Amuse och norska startupen Masterchannel, ett AI-verktyg som används av artister som Ane Brun och Skinny Days (producent för Tiësto, Alan Walker och Seeb). I juni 2024 lanserade Amuse funktionen "Stream Check", som med hjälp av streamingdata hjälper bolagets artister att motverka artificiella streams på sin katalog.
2024 firade Amuse att två av deras licensierade artister, amerikanska Yot Club och Hotel Ugly, hade nått 1 miljard streams på samtliga plattformar som Amuse distribuerar till. Yot Club har sedan 2021 jobbat ihop med Amuse när de licensierade hans hit "YKWIM?", en singel som idag nått multiplatinastatus i USA, platina i Kanada och Australien, samt silver i Storbritannien. Hotel Ugly's "Shut up My Moms Calling" licenserades av Amuse i början av 2022 och har sedan dess fått mer än 1,5 miljarder streams på streamingplattformar. 2024 kom låten in i Spotify's Billion Club - en playlist som samlar alla låtar på Spotify som nått 1 miljarder streams.

## Verksamhetsområden
Amuse har två huvudsakliga verksamheter; distribution av digital musik och licensiering av musik. De ger musiker och andra rättighetsinnehavare möjlighet att distribuera, sälja och strömma sin musik genom digitala musikbutiker.
Företagets huvudverksamhet är licensiering av musik. Med hjälp av data från distributionstjänster arbetar Amuse för att upptäcka och licensera oberoende artister med momentum. Bolagets team erbjuder flexibla och skräddarsydda dealar med artistnära tjänster, som distributionshantering, finansiering, marknadsföring och katalogoptimering. Alla artister behåller sina master-rättigheter samt kontroll över framtida releaser. Amuse licenserade katalog innehåller över 8 000 verk av över 400 artister.
Den datadrivna royaltyförskottstjänsten 'Fast Forward', som officiellt lanserades i april 2019, använder maskininlärning för att beräkna och erbjuda distributionsanvändare upp till sex månader av sina kommande royalties genom Amuses appar.